# Physocarpus
Physocarpus és un gènere dins la família rosàcia amb una desena d'espècies natives d'Amèrica del Nord (la majoria de les espècies) i nord-est d'Àsia (una espècie). Són arbusts caducifolis d'1 a 3 m d'alt. La seva escorça es pela en moltes capes. Les fulles són com les de l'auró palmato-lobulades de 3 a 15 cm de llarg i amb el marge irregularment serrat. Les flors són blanques produïdes en corimbes. El fruit és un grup de fol·licles inflats.

## Taxonomia
- Physocarpus alternans (M.E.Jones) J.T.Howell 1931 – Dwarf Ninebark (oest d'Amèrica del Nord)[2]
- Physocarpus amurensis (Maxim.) Maxim. 1879 – Àsia[3]
- Physocarpus australis (Rydb.) Rehder 1920[4]
- Physocarpus bracteatus (Rydb.) Rehder 1916 (Colorado)[5]
- Physocarpus capitatus (Pursh) Kuntze 1891[6]
- Physocarpus glabratus (Rydb.) Rehder 1915 (Colorado)[7]
- Physocarpus malvaceus (Greene) Kuntze 1891 (western North America)[8]
- Physocarpus monogynus (Torr.) J.M. Coult. 1891[9]
- Physocarpus opulifolius (L.) Maxim. 1879[10]
- Physocarpus pauciflorus C.K.Schneid. 1906[11]
- Physocarpus ribesifolia Kom. 1973[12] (Asia)
- Physocarpus hanceana Kuntze 1891 = Neillia hanceana (Kuntze) S.H.Oh 2006[13]
- Physocarpus intermedius (Rydb.) C.K.Schneid. 1906 = Physocarpus opulifolius var intermedius (Rydb.) B.L.Rob. 1908[14]
- Physocarpus torreyi (S. Watson) Maxim. 1879 = Physocarpus monogynus (Torr.) J.M.Coult. 1891[15]
- Physocarpus stellatus (Rydb. ex Small) Rehder 1920 = Physocarpus opulifolius (L.) Maxim. 1879[16]